# The Climbers
The Climbers é um filme mudo de comédia dramática produzido nos Estados Unidos pelo Vitagraph Studios e lançado em 1919.